# آلان ديفيد
آلان ديفيد (بالإنجليزية: Alan David)‏ هو ممثل بريطاني، ولد في 29 ديسمبر 1941 في المملكة المتحدة.

## وصلات خارجية
- آلان ديفيد على موقع IMDb (الإنجليزية)
- آلان ديفيد على موقع قاعدة بيانات برودواي على الإنترنت (الإنجليزية)
- آلان ديفيد على موقع قاعدة بيانات الفيلم (الإنجليزية)